# بوئه مولر
بوئه مولر (دانمارکی: Børge Müller؛ ‏ ۴ سپتامبر ۱۹۰۹ – ۱۶ اوت ۱۹۶۳) فیلم‌نامه‌نویس و ترانه‌سرا اهل دانمارک بود.
از فیلم‌هایی که وی در آن‌ها نقش داشته‌است، می‌توان به آژیر و همان‌گونه که از بهشت فرستاده شد اشاره نمود.